# 莱讷
莱讷（法語：Leynes，法語發音：[lɛn]）是法国索恩-卢瓦尔省的一个市镇，属于马孔区。

## 地理
莱讷（46°16'8"N, 4°43'42"E）面积4.83 平方千米，位于法国勃艮第-弗朗什-孔泰大區索恩-卢瓦尔省，该省份为法国中部省份，北起顺时针与科多尔省、汝拉省、安省、罗讷省、卢瓦尔省、阿列省和涅夫勒省接壤。
与莱讷接壤的市镇（或旧市镇、城区）包括：菲塞、桑沃、尚特雷、沙讷、圣韦朗。

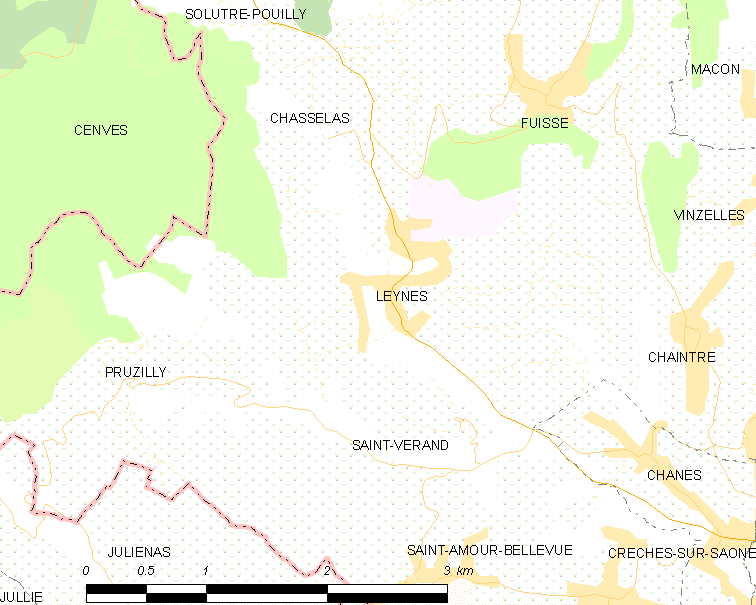
莱讷的OSM定位图

莱讷的时区为UTC+01:00、UTC+02:00（夏令时）。

## 行政
莱讷的邮政编码为71570，INSEE市镇编码为71258。

## 政治
莱讷所属的省级选区为拉沙佩勒德甘谢县。

## 人口

1962-2008年间莱讷人口变化图示

莱讷于2022年1月1日时的人口数量为506人。